# コンバットマーチ
コンバットマーチは、1965年に早稲田大学応援部吹奏楽団によって作曲された応援曲。

## 概要
当時早稲田大学応援部吹奏楽団の4年生だった三木佑二郎が作曲した。編曲は応援部監督の牛島芳だとされている。
低迷期を抜け、前年春に優勝を果たした早稲田大学野球部への応援用楽曲を作る構想が持ち上がり、秋の早慶戦の数週間前に下宿先でトランペットを吹いて3日間徹夜で制作された（石碑には「作曲:1965.10.12」と刻まれている。）。
作曲は天理高校応援曲「天理ファンファーレ」（1959年＜昭和34年＞に吹奏楽部初代指揮者矢野清が作曲）をイメージしたもので、仮題も「攻撃のファンファーレ」とつけられたが、後輩にメロディが当時日本でも人気があったアメリカのテレビ映画「コンバット!」のテーマ曲（作曲レナード・ローゼンマン）の一節に似ていると指摘され、「攻撃」の意味があることも教えられたことから「コンバット」を正式に採用した。
直後の1965年（昭和40年）秋の早慶戦に初めて登場した。リーグ優勝を懸けていた早稲田大学野球部は連勝し3シーズンぶり22回目の優勝を果たした。その優勝パレード（通称ちょうちん行列）でも演奏されて行進曲としても効果が高いことが証明されたことや、応援部主将が「コンバット」では言いづらいことを指摘したことから「コンバットマーチ」と呼ばれるようになった。
それまで応援歌や拍手、かけ声などで構成され、吹奏楽が伴奏でしかなかった野球応援に、吹奏楽をメインとするチャンステーマとして登場した初めての曲と言われる。翌年の「ダッシュケイオウ」以降、他校でも次々と応援曲が生み出されていった。
早稲田大学の野球応援では主に得点好機のタイミングを狙って演奏されており、各イニングの自チーム攻撃開始時から続くチャンスパターン演奏のメイン曲として使われている。なお本学野球部出身である岡田彰布の阪神タイガース時代の応援歌として導入され、その後も阪神自体のチャンスマーチとして2005年までの間長らく使用されていた。また日本の高校野球では、本学系属校である早稲田実業をはじめ、付属校である早大学院高校ほかブラスバンド部が応援曲としてよく演奏しており、また野球関連のテレビ番組でも同曲が頻繁に使用されている。また静岡商では1969年(昭和44年)から、独自にアレンジされたバージョンを使用しており、高校野球においてはこちらのバージョンが主流になっていた時期もある。前述した岡田の応援歌もこのバージョンを使用していた。
その後は「コンバットマーチ」が、応援歌そのものを指す一般名詞のような扱いになり、プロ野球の広島東洋カープではダッシュケイオウが「コンバットマーチ」と呼称されている(前奏はコンバットマーチの前奏をアレンジしたもの)。この他駒澤大学には「コンバットマーチ」という名称の応援曲が存在し、関西四私立大学応援団連盟では各校の応援曲をオリジナル・既存曲の流用問わず「コンバット」と呼称している。
作曲者の三木は香川県立土庄高等学校の出身で、後に香川県土庄町町長も務めたが、あまりにこのマーチが有名になり過ぎたため、当初自分が作ったと話しても周りの人間に信じてもらえなかったという。そのように作者不詳のまま普及していた同曲の著作権登録を薦めたのは同大OBの中村八大であり、登録代行も務めた。この異例の措置の背景には学生歌「早稲田の栄光」作曲者の芥川也寸志が当時の日本音楽著作権協会会長であったことが指摘されている。その縁もあり後日芥川司会の番組「音楽の広場」に三木がゲスト出演している。その際に芥川は「プロの作曲家には発想できない面白い要素がいくつも含まれている」「100年に1度の名曲」と評した。
卒業後は後輩に指導することはなかったが、掛け声を除去して清書し直した譜面を残していたことから、後輩部員が出身高校に演奏指導した際に用いて伝承されていた。三木は10年後に仕事中の車内で聴いた春の甲子園中継でその事実を知った。そういった経緯もあり同曲が元々は早稲田大学野球部応援曲であることはあまり知られていない。
2015年には早稲田大学応援部稲門会主催で「コンバットマーチ作曲50周年記念式典（稲門音楽祭）」が開かれて、記念碑の資金となるコンバットマーチのオルゴールが限定販売された。
三木は2016年の第88回選抜高等学校野球大会に21世紀枠で香川県立小豆島高等学校が出場した際に「小豆島コンバットトゥギャザー」を作曲・提供している。

## 記念碑
2018年12月、早稲田大学敷地内に新設された「早稲田アリーナ」の入り口に記念碑が建立された。小豆島の石材店が岡山県犬島の花崗岩（犬島石）を加工して3ヶ月かけて製作し、黒石のプレート部分の譜面には原譜にある掛け声のフレーズも刻まれた。